# George Gershwin
George Gershwin, właśc. Jacob Gershowitz (ur. 26 września 1898 w Nowym Jorku, zm. 11 lipca 1937 w Los Angeles) – amerykański kompozytor i pianista pochodzenia żydowskiego, „Król jazzu”.

## Życiorys
Ojciec George’a – Moryc Gershowitz – wyemigrował z Sankt Petersburga do Nowego Jorku w poszukiwaniu lepszego życia, a także z powodu pięknej Róży Bruskin, z którą później się ożenił. Małżeństwo Gershowitzów zamieszkało jak wielu innych żydowskich emigrantów w biednej dzielnicy Lower East Side. W 1896 Róża urodziła pierwszego syna - Israela (Irę), a dwa lata później Jacoba (George’a). W międzyczasie rodzina Gershowitzów zmieniła swe nazwisko na Gershwin, mające bardziej amerykańskie brzmienie. Największe nadzieje pokładano w Irze, któremu w 1910 kupiono fortepian. Wbrew przewidywaniom instrumentem bardziej zainteresował się 12-letni George. Na początku George nie miał szczęścia do nauczycieli, lecz dwa lata po rozpoczęciu nauki trafił na utalentowanego Charlesa Hambitzera. Wtedy to George zaczął marzyć o karierze pianisty. Ojciec wysłał go jednak do szkoły księgowych.
George’a nie interesowała księgowość i w 1914 zrezygnował z nauki. Zatrudnił się jako „song plugger”, czyli muzyk prezentujący piosenki na fortepianie, co spotkało się ze zdecydowanym sprzeciwem ojca. Praca ta polegała na graniu nowych piosenek potencjalnym nabywcom wydawnictw nutowych. Zarabiał na tym 15 dolarów tygodniowo. Już jako nastolatek napisał kilka piosenek. Jego pracodawcy uznali, że warto postawić na młodego autora i wydali jego ragtime'owy utwór fortepianowy Rialto Ripples. George jednak postanowił związać się z teatrem. Zaczął akompaniować na fortepianie w mniejszych przedstawieniach na Broadwayu. Gershwin zwrócił po jakimś czasie na siebie uwagę bardziej wpływowych producentów teatralnych.
Sława Gershwina zaczęła się w 1920, gdy miał 22 lata. Wtedy to piosenkarz Al Jolson nagrał Swanee, które zostało napisane rok wcześniej. Nagranie sprzedało się w milionach egzemplarzy i przyniosło Gershwinowi fortunę. Gershwin nadal komponował, a nawet pojechał do Anglii ze swoim przedstawieniem The Rainbow Revue. Pasją George’a było kolekcjonowanie dzieł sztuki współczesnej, w szczególności zaś prac Picassa i Chagalla. Sam też lubił malować.
Gershwin pragnął być kompozytorem muzyki poważnej. Postanowił jednak połączyć ją z energiczną amerykańską muzyką ludową. W 1924 opublikował Błękitną rapsodię.

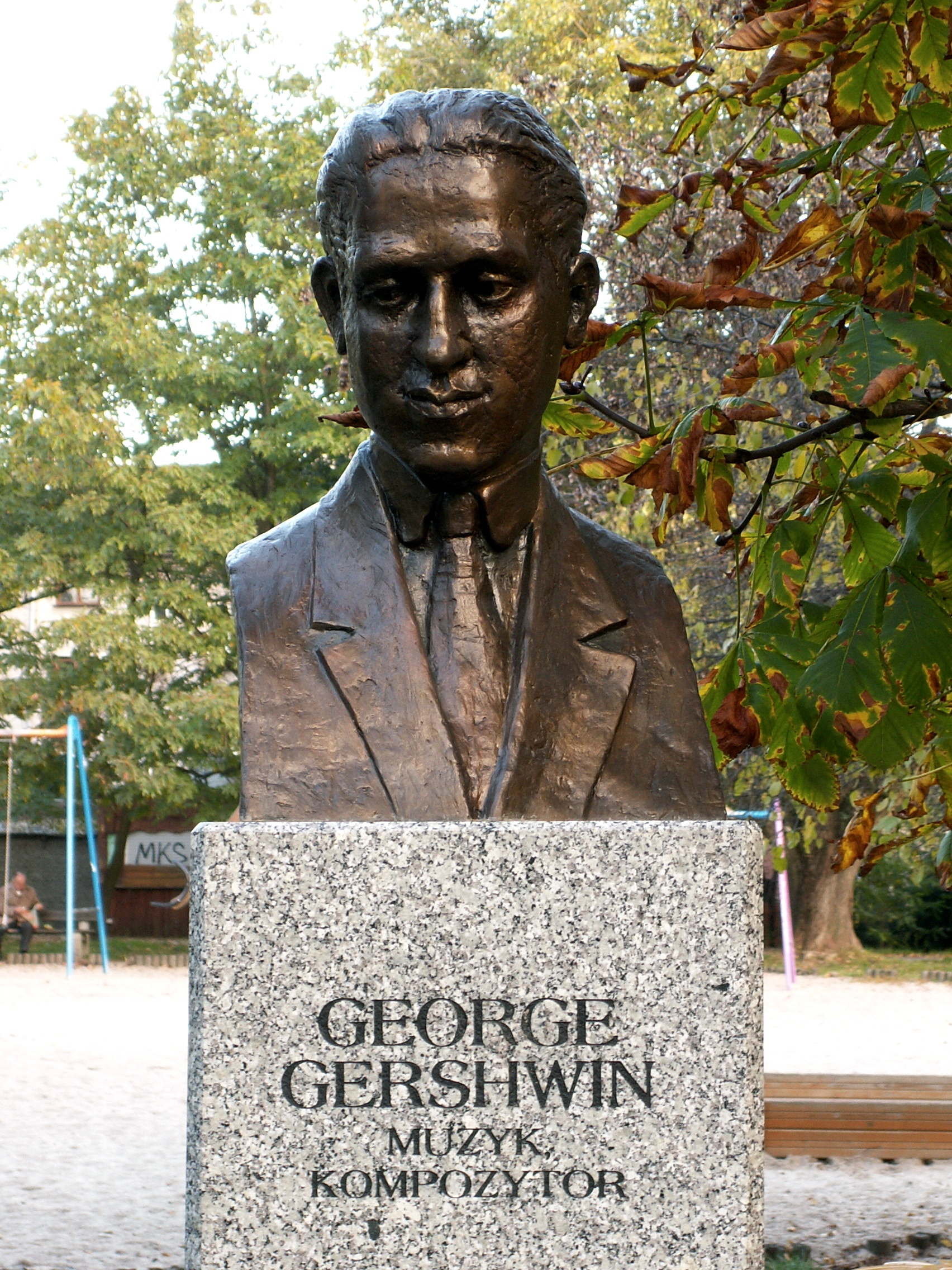
Popiersie George’a Gershwina w Alei Sław na Skwerze Harcerskim w Kielcach

Utwór ten rozpoczął pasmo sukcesów Gershwina. Pisywał musicale m.in. Lady Be Good ze swoim bratem Irą, a także inne utwory. W 1928 roku George miał wielkie tournée po Europie. Wówczas, w Wiedniu skomponował poemat symfoniczny Amerykanin w Paryżu. Gershwin, mimo że często zabiegał o względy kobiet, co mu się przeważnie udawało i budziło zazdrość u jego kolegów – nigdy się nie ożenił. Był pewny siebie i pełen życia. W 1930 razem z bratem Irą napisał muzykę do filmu za 100 000 dolarów, które było w czasie „wielkiego kryzysu” w Ameryce sumą astronomiczną. Nadal pisał muzykę do musicali m.in. do Of Thee I Sing, który jako pierwszy musical dostał prestiżową nagrodę Pulitzera za utwór teatralny.
Seria niepowodzeń w 1933 zmusiła Gershwina do szukania pomocy u psychoanalityka. W tym czasie zaczął realizować swoje marzenie, jakim było napisanie opery. Porgy, opowieść o Południu Stanów Zjednoczonych, pozwoliła mu na wprowadzenie pierwotnego jazzu do klasycznej formy. Opera Porgy and Bess spotkała się z entuzjastycznym przyjęciem. Gdy zaczęto grać operę tę w Nowym Jorku, recenzje stały się nieprzychylne. Białym, bogatym bywalcom opery nie podobał się pomysł wprowadzenia czarnej muzyki na scenę. Oburzony uprzedzeniami Gershwin powrócił wraz z bratem do Hollywood. Razem napisali muzykę do kilku filmów, po raz kolejny odnosząc sukces. W tym okresie swego życia nawiązał bliższe więzi z francuską aktorką Simone Simon, a później z żoną Charliego Chaplina, Paulette Goddard, która jednak nie chciała rzucić dla niego słynnego komika.
W wieku 38 lat w czerwcu zaczął miewać zawroty głowy. 9 lipca zapadł w śpiączkę. Badania wykazały zaawansowanego guza mózgu. Przeprowadzono natychmiastową operację, lecz kompozytor nie odzyskał już przytomności. Zmarł 11 lipca 1937. Pochowany został w kaplicy rodzinnej na Westchester Hills Cemetery w Nowym Jorku.

## Najsłynniejsze utwory
- musicale
  - Funny Face
  - The Rainbow Revue
  - Girl Crazy
  - Oh, Kay!
  - Lady, Be Good
  - Primrose
  - George White's Scandals
  - Tell Me More
  - La La Lucille
  - Of Thee I Sing
  - Let' Em Eat Cake
- opery
  - Porgy and Bess
- utwory fortepianowe
  - Rialto Ripples
- utwory orkiestrowe
  - Błękitna rapsodia
  - Amerykanin w Paryżu
  - Uwertura Kubańska
  - Koncert fortepianowy F-dur
  - Druga Rapsodia, na fortepian i orkiestrę
- muzyka filmowa
  - Shall we dance?
  - The Goldwyn Follies
  - A Damsel In Distress
- piosenki
  - Summertime – aria z opery Porgy and Bess (1935), z muzyką autorstwa George’a Gershwina i słowami DuBose'a Heywarda
  - Swanee
  - Oh, Lady Be Good!
  - I Got Rhytm
  - The Man I Love